# Йортспрингская ладья

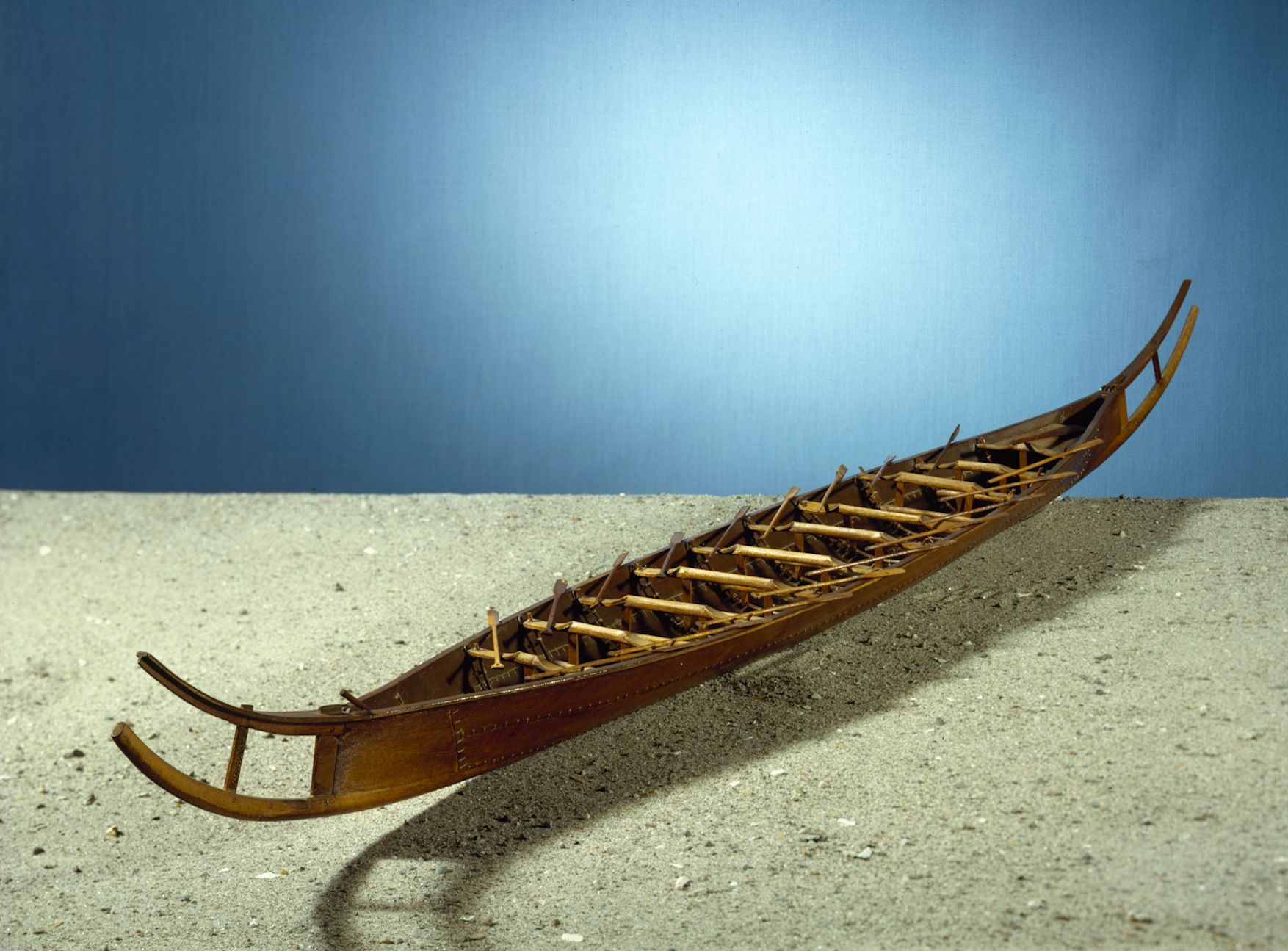
Модель ладьи из Йортспринга в масштабе 1:50 из Немецкого музея в Мюнхене

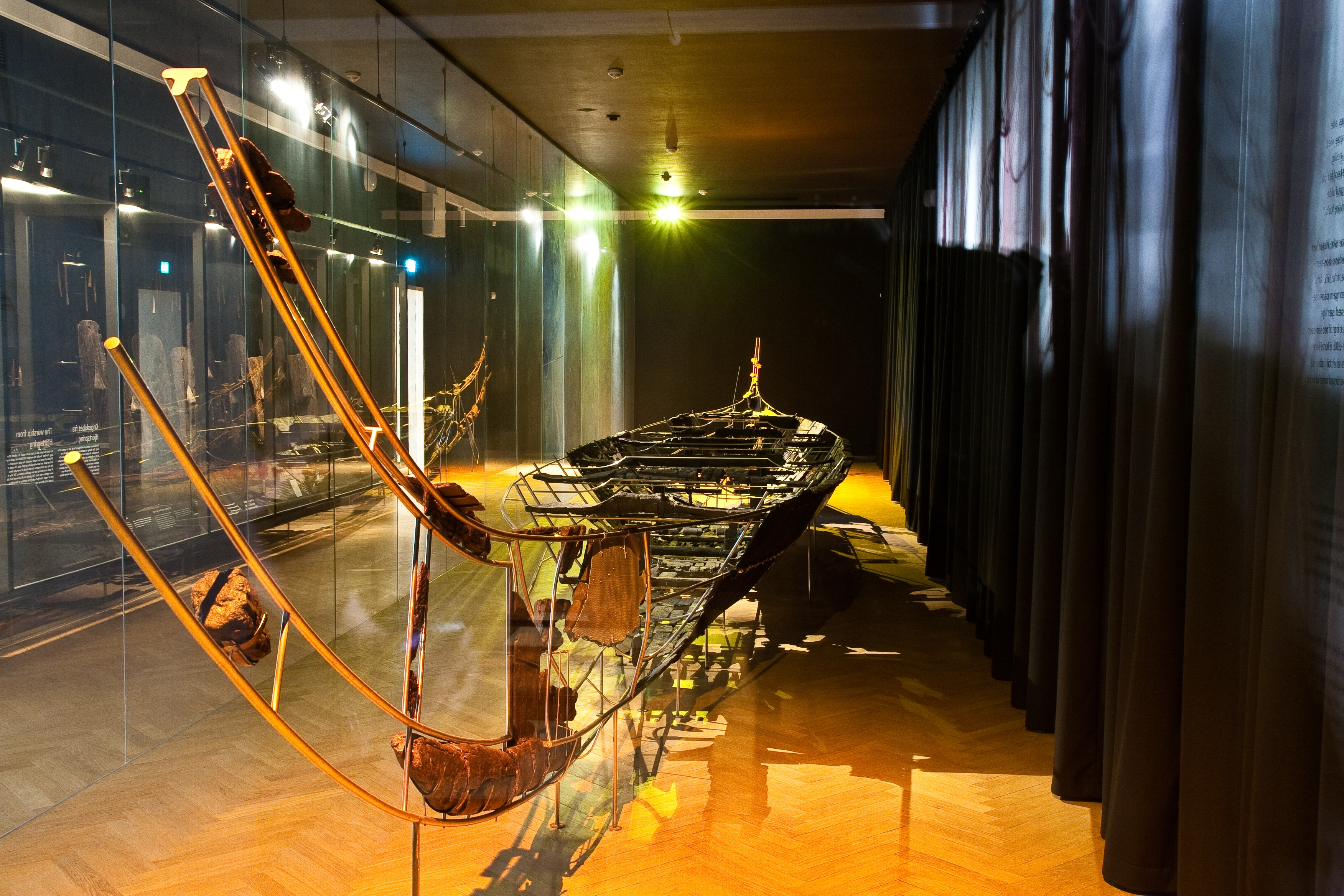
Подлинная ладья выставлена в Национальном музее Дании

Йортспрингская ладья — древнейшая лодка, обнаруженная на севере Европы. Представляет собой тип судна, который был в ходу у древних германцев и кельтов за 1000 лет до изобретения драккара. Ладья была обнаружена в болоте близ поместья Йортспринг на севере датского острова Альс. Раскопки проводились в 1921-1922 годах.
Внешняя длина ладьи 21 метр, внутренняя длина 13 метров, в ней могло поместиться до 23 гребцов. Внутри ладьи были обнаружены различные типы кельтского вооружения, принесённые в жертву. Датируется IV веком до н. э. Изображения однотипных лодок представлены на петроглифах Северной Европы.